# Miguel Galluzzi

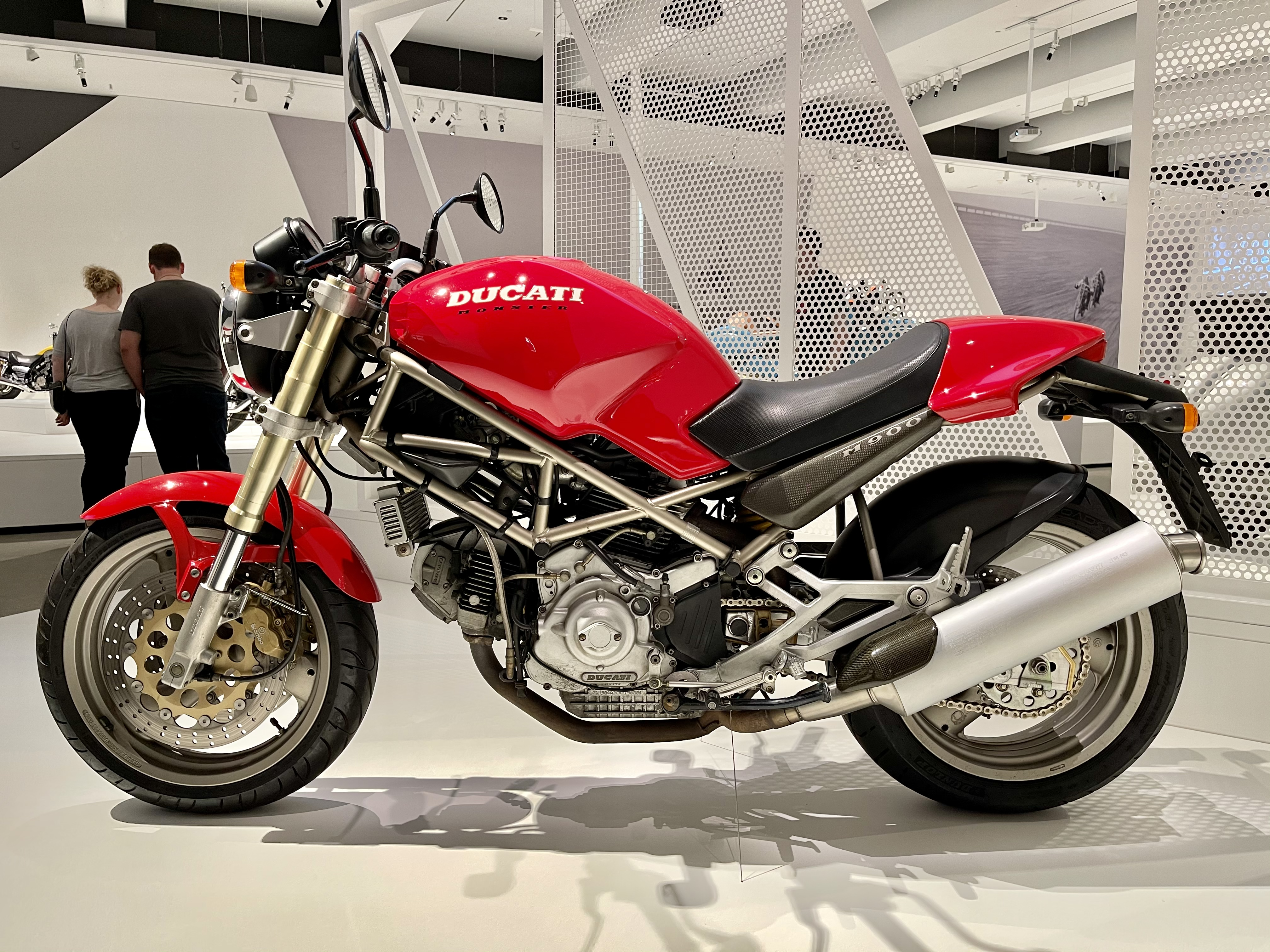
Galluzzis erstes berühmtes Design: Ducati Monster von 1992

Miguel Angel Galluzzi (* 26. Oktober 1959 in Buenos Aires) ist ein international tätiger argentinischer Designer, der sich auf die Gestaltung von Motorrädern spezialisiert hat. Er leitet aktuell (Stand vom Juni 2021) das „Piaggio Advanced Design Center“ (PADC) in Pasadena (Kalifornien).

## Biografie
Als Sohn, Enkel und Neffe von Motorradfahrern hatte Galluzzi früh eine Leidenschaft für Motoren und Kraftfahrzeuge, insbesondere für Motorräder. Sein erstes motorisiertes Zweirad war ein Kreidler Florett im jungen Alter von 7 Jahren. Als Jugendlicher nahm er an Motocross-Wettbewerben in Argentinien teil. Galluzzi begann ein Ingenieurstudium an der University of Miami, wechselte jedoch nach zwei Jahren ohne Abschluss an das Art Center College of Design in Pasadena (Kalifornien), wo die Gestaltung von vierrädrigen Fahrzeugen im Vordergrund stand. Er schloss 1986 mit dem Bachelor (B.Sc.) ab.
Seine erste Stelle war in der Automobilbranche, bei Opel in Deutschland, wo er am Interieur bei der 1987er Modellpflege des Corsa und am 1990er Restyling des Omega mitarbeitete. 1987 wechselte er zum Motorradhersteller Honda, zuerst nach Offenbach am Main. Als Honda ein Designstudio in Mailand eröffnete, stieg Galluzzi als dessen Leiter auf und zog nach Italien. 1989 wechselte er nach Varese (Lombardei) zu Cagiva, das vier Jahre zuvor Ducati und 1987 Husqvarna übernommen hatte. Das erste Modell, das maßgeblich aus seiner Feder stammte, war die Ducati 900SS.
Im „Cagiva Research Center“ (CRC) trug er mit der Gestaltung der Ducati Monster, die Ende 1992 vorgestellt wurde, zur Gründung des Naked-Bike-Marketingssegments bei. Nachdem Cagiva die Marke Ducati verkauft hatte, zeichnete Galluzzi für das Design der Cagiva-Modelle Raptor, V-Raptor und Planet verantwortlich, die zwar keinen Verkaufserfolg hatten, aber mit ihren kantigen und aggressiven Linien ein stilistischer Maßstab bleiben, sowie für einige Husqvarna-Modelle.
Im Juli 2006 wechselte er zu Aprilia (seit Ende Dezember 2004 ein Tochterunternehmen der Piaggio-Gruppe), wo er für das Design verantwortlich wurde. Unter seiner Leitung wurden die Dorsoduro, die RSV4 und die dritte Generation der Tuono gestaltet. Galluzzi stieg zum „Vice President of Design“ der Piaggio-Gruppe mit Sitz in Pisa auf. Ende 2008 holte er seinen ehemaligen Kollegen, Ducati-Chefdesigner Pierre Terblanche, zu Aprilia. Zusammen entwarfen sie unter anderen die in drei Varianten auf der EICMA 2009 vorgestellten Konzeptstudien Moto Guzzi V12.
Piaggio eröffnete im März 2012 in Pasadena (Kalifornien) – wegen der dortigen Dichte an kreativen Talenten im Bereich der Mobilität aus den Institutionen ArtCenter, Caltech und JPL – das „Piaggio Advanced Design Center“ (PADC) und ernannte Galluzzi als dessen Direktor. Unter seiner Verantwortung wurde dort die Modellreihe der Moto Guzzi California 1400 gestaltet.

## Werk
Folgende Fahrzeuge wurden unter der Federführung von Miguel Galluzzi gestaltet:
- Honda CBR 600 F2: Überarbeitung PC25 (1991)
- Ducati 900SS (1991)
- Ducati Monster (1992)
- Ducati ST 2 (1997)
- Cagiva Planet (Variante der Mito, 1998)
- Cagiva Raptor / V-Raptor (1999)
- Aprilia SL 750 Shiver (2007)
- Aprilia SMV 750 Dorsoduro (2008)
- Aprilia RSV4 (2009)
- Moto Guzzi V12 LM / Strada / X (Konzeptstudien, 2009)
- Aprilia Tuono V4 R (3. Tuono-Generation, 2012)
- Moto Guzzi V7 Racer (2012)
- Moto Guzzi California 1400 / Audace / Eldorado / MGX-21 (ab 2013)

## Auszeichnungen
- Design Trophy 2009 der Motorcycle Design Association (für die Moto-Guzzi-Konzeptstudien V12 Strada, V12 LM und V12 X von Miguel Galluzzi und Pierre Terblanche)[10][11]
- Motorcycle Design Association Award 2012
- VisorDown (Nr. 1 der Motorradmedien im Vereinigten Königreich) führt Galluzzi seit 2013 im Top-Ten der Motorraddesigner aller Zeiten.[1][12]